# Clixé (paremiologia)

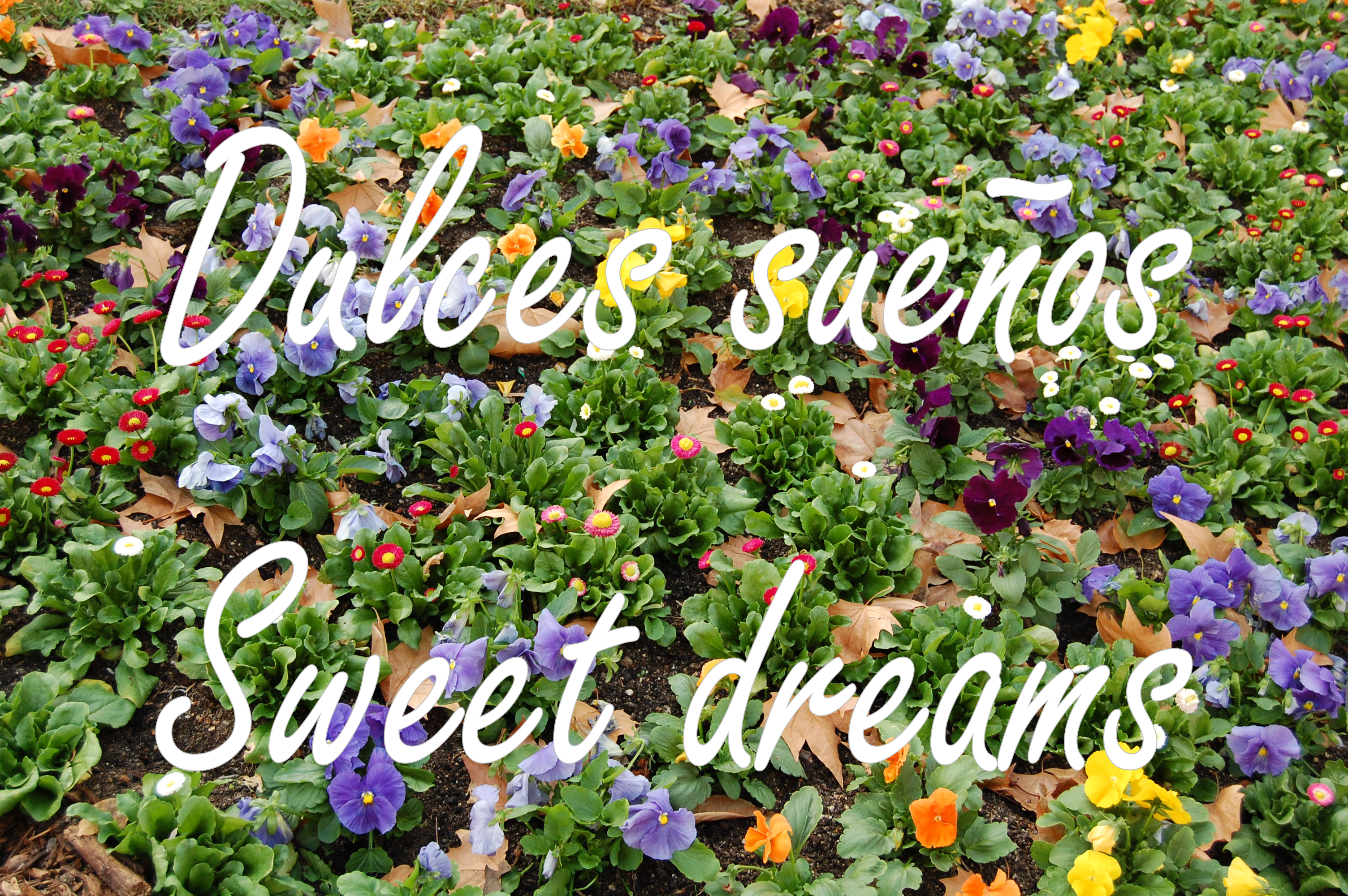
“Dolços somnis” és un clixé.

El terme clixé (pres del francès, on significa “estereotip”, amb la seva doble accepció de percepció inútil generalitzada i de tipus d'impremta) es refereix a una frase, expressió, acció o idea que ha estat usada a l'excés, fins al punt en què perd la força o novetat pretesa, especialment si al principi va ser considerada notòriament poderosa o innovadora.

## Com identificar un clixé
El “clixé” s'aplica també a gairebé tota situació, tema, caracterització, tipus de discurs o objecte —és a dir, tot senyal— que ha tornat excessivament familiar o de l'ús comú.
Com que la novetat i la freqüència en l'ús d'una expressió varien segons temps i llocs diferents, el fet que un clixé pugui ser anomenat com tal depèn sobretot de qui l'usi, del context en el qual és emprat, o de qui emet l'afirmació.
El significat d'un clixé en particular pot variar amb el temps, implica generalment confusió o un ús incorrecte. També pot produir connotacions polítiques i ideològiques.
Al cinema els clixés apareixen com a escenes reiterades i similars en molts films al grau que poden ser predictibles. Un exemple pot ser la repetida escena en la qual protagonista ha de triar quin cable tallar per a desactivar una bomba, que té un rellotge gros amb nombres grossos que està indubtablement en compte enrere, i aquest arriba a desactivar-la pocs segons abans que esclati.

## El seu ús
L'aparició d'un clixé en el discurs oral o escrit indica manca de creativitat, innovació o sinceritat per part d'un autor/orador, que no fa l'esforç de formular una idea pròpia.
D'altra banda, hi pot haver avantatges en l'ús dels clixés. En la narració d'històries, el clixé pot establir una certa sintonia amb el públic, per exemple per mitjà d'eines del parla; l'exposició i descripció d'una història es poden simplificar, facilitant així finalment la comprensió en el públic. Una altra forma proposada principalment en la literatura i el cinema és la utilització del clixé, trencant-lo després per a crear sorpresa.
Mentre que la major part de clixés poden i han de ser evitats quan hom escriu o parla, moltes frases d'aquesta classe han romàs en ús durant els segles, principalment per llur sobrevaloració.
El clixé no és necessàriament dolent, de tant en tant pot ajudar a la construcció en la història.